# Yundi
Yundi (chinês tradicional: 李雲迪, pinyin: Lǐ Yúndí; 7 de outubro 1982) é um pianista clássica chinês. 
Yundi é especialmente conhecido por sua interpretação de Frédéric Chopin e Franz Liszt. Ele também é chamado de Mestre em Chopin e um dos melhores intérpretes de Chopin.